# Anostomus brevior
Anostomus brevior är en fiskart som beskrevs av Géry, 1961. Anostomus brevior ingår i släktet Anostomus och familjen Anostomidae. Inga underarter finns listade i Catalogue of Life.